# 昭和学院短期大学
昭和学院短期大学（日语：／ Shōwa Gakuin Tanki Daigaku *）是一所位于日本千叶县市川市的私立短期大学。

## 概要

### 简介
- 学校最早可以追溯到1940年[1][2]。短期大学为于1950年开办[2]、由学校法人昭和学院经营[3]。为男女同校[4]从2005年[2]。以「聪明谦让」[注 5] 为建学精神[5]。

### 历史
- 1950年 昭和学院短期大学成立并同时设置两个学科、以下列举[2]。
  - 日文科
  - 服装科[注 6]
- 1993年 服装科[注 6]改编为生活文化学科[2]。
- 1999年 日文科改编为日语日本文化学科（以后招生到于2001年、停办于2003年）[2]。
- 2000年 医疗卫生营养学科[注 3]成立[2]。
- 2003年 生活文化学科改编为人类生活学科且分离为两个专攻、以下列举[2]。
  - 生活文化专攻（改名为生活创造专攻[注 1]于2011年）
  - 人类发达专攻（改名为儿童发达专攻[注 2]于2010年）
- 2005年 开始招収男学生[2]。

## 学校环境
- 校区：在千叶县市川市

## 历任校长
- 畑江敬子：现在短期大学校长[5]

## 组织

### 学科
- 人类生活学科
  - 生活创造专攻[注 1]
  - 儿童发达专攻[注 2]
- 医疗卫生营养学科[注 3]

### 前学科
| - 日语日本文化学科 |

### 专科
| - 没有 |

### 业余课程
| - 没有 |

### 附属机关
| - 图书馆 - 地区育儿支援中心 - 营养科学研究所 |

## 相关链接
- 日本短期大学列表